# 2MASS J00452143+1634446
2MASS J00452143+1634446 ist ein Brauner Zwerg im Sternbild Fische. Er wurde 2003 von John C. Wilson et al. entdeckt.
2MASS J00452143+1634446 gehört der Spektralklasse L3,5 an. Seine Position verschiebt sich aufgrund seiner Eigenbewegung jährlich um 0,386 Bogensekunden.